# Udinese Calcio 2002-2003
Questa voce raccoglie le informazioni riguardanti l'Udinese Calcio nelle competizioni ufficiali della stagione 2002-2003.

## Stagione
Nella stagione 2002-2003 l'Udinese disputa il massimo campionato, raccoglie 56 punti con il sesto posto finale, ma con la qualificazione alla Coppa UEFA. La partenza della stagione è stata balbettante, poi la squadra del nuovo allenatore Luciano Spalletti risale la china. Il meglio arriva però nel finale di torneo con 17 punti raccolti su 21 totali, nelle ultime 7 partite. La squadra bianconera è priva di un vero bomber, ma segnano un po' tutti, e diminuiscono le reti subite. Nella Coppa Italia i friulani entrano in scena nel secondo turno, ma sono estromessi nel doppio confronto con il Bari.

## Divise e sponsor
Il fornitore di materiale tecnico per la stagione 2002-2003 fu Le Coq Sportif, mentre lo sponsor ufficiale fu Bernardi.
| 1ª divisa | 2ª divisa | 3ª divisa |

## Organigramma societario
Area direttiva
- Presidente del consiglio di amministrazione: Franco Soldati
- Direttore generale: Pierpaolo Marino
- Segretario generale: Sigfrido Marcatti
- Segretario: Franco Collavino
- Team manager: Lorenzo Toffolini
- Coordinatore degli osservatori: Manuel Gerolin

Area tecnica
- Allenatore: Luciano Spalletti
- Allenatore in 2ª: Marco Domenichini
- Preparatore dei portieri: Alessandro Zampa
- Allenatore Primavera: Marco Rossi
- Preparatori atletici: Paolo Bertelli e Luca Franceschi

Area sanitaria
- Responsabile sanitario: Rosario Pugliarello
- Medico sociale: Fausto Bellato
- Massofisioterapista: Giuseppe Di Lenardo
- Fisioterapista: Andrea Condolo

## Rosa
| N. |                      | Ruolo | Calciatore              |
| -- | -------------------- | ----- | ----------------------- |
| 1  | Italia (bandiera)    | P     | Morgan De Sanctis       |
| 2  | Belgio (bandiera)    | D     | Régis Genaux            |
| 3  | Italia (bandiera)    | D     | Thomas Manfredini       |
| 4  | Italia (bandiera)    | D     | Valerio Bertotto        |
| 5  | Italia (bandiera)    | D     | Andrea Sottil           |
| 6  | Ghana (bandiera)     | D     | Mohammed Gargo          |
| 7  | Brasile (bandiera)   | A     | Warley                  |
| 8  | Cile (bandiera)      | C     | David Pizarro           |
| 9  | Germania (bandiera)  | A     | Carsten Jancker         |
| 10 | Danimarca (bandiera) | C     | Martin Jørgensen        |
| 11 | Italia (bandiera)    | A     | Roberto Muzzi           |
| 13 | Italia (bandiera)    | C     | Giampiero Pinzi         |
| 14 | Argentina (bandiera) | C     | Sergio Bernardo Almirón |
| 15 | Danimarca (bandiera) | D     | Per Krøldrup            |
| 16 | Italia (bandiera)    | C     | Maurizio Bedin          |
| 18 | Germania (bandiera)  | D     | Giuseppe Gemiti         |
| 19 | Brasile (bandiera)   | D     | Felipe                  |
| 20 | Argentina (bandiera) | D     | Néstor Sensini          |

| N. |                      | Ruolo | Calciatore         |
| -- | -------------------- | ----- | ------------------ |
| 21 | Rep. Ceca (bandiera) | D     | Marek Jankulovski  |
| 22 | Brasile (bandiera)   | C     | Alberto            |
| 23 | Colombia (bandiera)  | D     | Gonzalo Martínez   |
| 24 | Belgio (bandiera)    | P     | Olivier Renard     |
| 25 | Italia (bandiera)    | C     | Alessandro Moro    |
| 26 | Italia (bandiera)    | D     | Mirko Pieri        |
| 27 | Honduras (bandiera)  | D     | Samuel Caballero   |
| 28 | Sudafrica (bandiera) | A     | Siyabonga Nomvethe |
| 29 | Paraguay (bandiera)  | A     | Alejandro Da Silva |
| 30 | Svizzera (bandiera)  | C     | Feliciano Magro    |
| 31 | Italia (bandiera)    | C     | Fabio Rossitto     |
| 32 | Ghana (bandiera)     | C     | Sulley Muntari     |
| 67 | Italia (bandiera)    | P     | Adriano Bonaiuti   |
| 79 | Italia (bandiera)    | A     | Vincenzo Iaquinta  |
| 12 | Francia (bandiera)   | C     | Patrick Beneforti  |
| 17 | Argentina (bandiera) | C     | Mauricio Pineda    |
| 36 | Danimarca (bandiera) | A     | Thomas Thorninger  |

## Risultati

### Serie A

#### Girone di andata
| Arbitro: | Bertini (Arezzo) |

|             |           |  |
| Rivaldo 89’ | Marcatori |  |

| Arbitro: | Dondarini (Finale Emilia) |

|             |           |             |
| Alberto 54’ | Marcatori | 24’ Adriano |

| Arbitro: | Pellegrino (Barcellona Pozzo di Gotto) |

|                        |           |  |
| Hübner 26’ Maresca 88’ | Marcatori |  |

| Arbitro: | Preschern (Mestre) |

|             |           |  |
| Sensini 60’ | Marcatori |  |

| Arbitro: | Collina (Viareggio) |

|                                           |           |             |
| Montella 23’ Batistuta 76’ Totti 81’, 89’ | Marcatori | 59’ Sensini |

| Arbitro: | Pieri (Genova) |

|                    |           |  |
| Pizarro 51’ (rig.) | Marcatori |  |

| Arbitro: | Bertini (Arezzo) |

|           |           |  |
| Salas 49’ | Marcatori |  |

| Udine 2 novembre 2002 8ª giornata | Udinese          | 0 – 0 referto | Bologna | Stadio Friuli (15 850 spett.)\| Arbitro: \| Rodomonti (Roma) \| |
| Arbitro:                          | Rodomonti (Roma) |               |         |                                                                 |

| Arbitro: | Farina (Novi Ligure) |

|          |           |                         |
| Vieri 3’ | Marcatori | 25’ Jørgensen 55’ Muzzi |

| Arbitro: | Trentalange (Torino) |

|                           |           |              |
| Jørgensen 13’ Jancker 27’ | Marcatori | 48’ Bierhoff |

| Arbitro: | Trefoloni (Siena) |

|                    |           |              |
| Sensini 69’ (aut.) | Marcatori | 9’ Jørgensen |

| Arbitro: | Saccani (Mantova) |

|  |           |           |
|  | Marcatori | 34’ Pinzi |

| Arbitro: | Messina (Bergamo) |

|                                          |           |               |
| Pizarro 15’ (rig.) Iaquinta 90+1’ (rig.) | Marcatori | 24’ Vannucchi |

| Arbitro: | Tombolini (Ancona) |

|              |           |               |
| Iaquinta 55’ | Marcatori | 59’ Lucarelli |

| Arbitro: | Treossi (Forlì) |

|  |           |           |
|  | Marcatori | 24’ Pinzi |

| Udine 12 gennaio 2003 16ª giornata | Udinese           | 0 – 0 referto | Perugia | Stadio Friuli (14 302 spett.)\| Arbitro: \| Cassarà (Palermo) \| |
| Arbitro:                           | Cassarà (Palermo) |               |         |                                                                  |

| Arbitro: | Pellegrino (Barcellona Pozzo di Gotto) |

|                       |           |           |
| López 27’ Fiore 45+1’ | Marcatori | 41’ Muzzi |

#### Girone di ritorno
| Arbitro: | Paparesta (Bari) |

|                    |           |  |
| Pizarro 37’ (rig.) | Marcatori |  |

| Arbitro: | Rodomonti (Roma) |

|                                   |           |                              |
| Adriano 11’ Barone 56’ Nakata 85’ | Marcatori | 58’ Pizarro 90+’ Jankulovski |

| Arbitro: | Collina (Viareggio) |

|                           |           |            |
| Jankulovski 18’ Muzzi 84’ | Marcatori | 77’ Hübner |

| Bergamo 16 febbraio 2003 21ª giornata | Atalanta                 | 0 – 0 referto | Udinese | Stadio Atleti Azzurri d'Italia (13 305 spett.)\| Arbitro: \| Morganti (Ascoli Piceno) \| |
| Arbitro:                              | Morganti (Ascoli Piceno) |               |         |                                                                                          |

| Arbitro: | Pieri (Genova) |

|                          |           |              |
| Sensini 35’ Iaquinta 72’ | Marcatori | 54’ Montella |

| Arbitro: | Racalbuto (Gallarate) |

|                                              |           |                                |
| Bonazzoli 3’ Di Michele 12’ Cozza 65’ (rig.) | Marcatori | 8’ (rig.) Pizarro 45’ Iaquinta |

| Arbitro: | Palanca (Roma) |

|  |           |               |
|  | Marcatori | 84’ Trezeguet |

| Arbitro: | Rodomonti (Roma) |

|            |           |  |
| Signori 9’ | Marcatori |  |

| Arbitro: | Paparesta (Bari) |

|                        |           |             |
| Muzzi 48’ Iaquinta 59’ | Marcatori | 73’ Córdoba |

| Arbitro: | Pieri (Genova) |

|                                           |           |  |
| Bjelanović 10’ Cossato 37’ Pellissier 68’ | Marcatori |  |

| Udine 13 aprile 2003 28ª giornata | Udinese               | 0 – 0 referto | Brescia | Stadio Friuli (16 448 spett.)\| Arbitro: \| Racalbuto (Gallarate) \| |
| Arbitro:                          | Racalbuto (Gallarate) |               |         |                                                                      |

| Arbitro: | Saccani (Mantova) |

|                                        |           |                       |
| Jankulovski 45’ Pinzi 73’ Iaquinta 87’ | Marcatori | 58’ Pecchia 62’ Musić |

| Arbitro: | De Santis (Tivoli) |

|               |           |           |
| Di Natale 86’ | Marcatori | 56’ Pinzi |

| Arbitro: | Treossi (Forlì) |

|  |           |              |
|  | Marcatori | 81’ Iaquinta |

| Arbitro: | Rosetti (Torino) |

|                              |           |            |
| Pizarro 43’ (rig.) Muzzi 62’ | Marcatori | 40’ Kamara |

| Arbitro: | Tombolini (Ancona) |

|  |           |                               |
|  | Marcatori | 75’ Jankulovski 87’ Jørgensen |

| Arbitro: | Trefoloni (Siena) |

|                                    |           |                  |
| Pizarro 67’ (rig.) Jankulovski 83’ | Marcatori | 86’ (rig.) López |

### Coppa Italia
| Arbitro: | Morganti (Ascoli Piceno) |

|                                                      |           |              |
| Candrina 30’ D'Agostino 48’ Anaclerio 71’ Chukwu 85’ | Marcatori | 68’ Iaquinta |

| Arbitro: | Castellani (Verona) |

|                    |           |  |
| Pizarro 76’ (rig.) | Marcatori |  |

## Statistiche

### Statistiche di squadra
| Competizione | Punti | In casa | In casa | In casa | In casa | In casa | In casa | In trasferta | In trasferta | In trasferta | In trasferta | In trasferta | In trasferta | Totale | Totale | Totale | Totale | Totale | Totale | DR |
| Competizione | Punti | G       | V       | N       | P       | Gf      | Gs      | G            | V            | N            | P            | Gf           | Gs           | G      | V      | N      | P      | Gf     | Gs     | DR |
| ------------ | ----- | ------- | ------- | ------- | ------- | ------- | ------- | ------------ | ------------ | ------------ | ------------ | ------------ | ------------ | ------ | ------ | ------ | ------ | ------ | ------ | -- |
| Serie A      | 56    | 17      | 11      | 5       | 1       | 22      | 12      | 17           | 5            | 3            | 9            | 16           | 23           | 34     | 16     | 8      | 10     | 38     | 35     | +3 |
| Coppa Italia | -     | 1       | 1       | 0       | 0       | 1       | 0       | 1            | 0            | 0            | 1            | 1            | 4            | 2      | 1      | 0      | 1      | 2      | 4      | -2 |
| Totale       | -     | 18      | 12      | 5       | 1       | 23      | 12      | 18           | 5            | 3            | 10           | 17           | 27           | 36     | 17     | 8      | 11     | 40     | 39     | +1 |

### Statistiche dei giocatori
| Giocatore      | Serie A  | Serie A | Serie A     | Serie A    | Coppa Italia | Coppa Italia | Coppa Italia | Coppa Italia | Totale   | Totale | Totale      | Totale     |
| Giocatore      | Presenze | Reti    | Ammonizioni | Espulsioni | Presenze     | Reti         | Ammonizioni  | Espulsioni   | Presenze | Reti   | Ammonizioni | Espulsioni |
| -------------- | -------- | ------- | ----------- | ---------- | ------------ | ------------ | ------------ | ------------ | -------- | ------ | ----------- | ---------- |
| Alberto        | 21       | 1       | 5           | 1          | 1            | 0            | 1            | 0            | 22       | 1      | 6           | 1          |
| S. Almirón     | 2        | 0       | 0           | 0          | -            | -            | -            | -            | 2        | 0      | 0           | 0          |
| M. Bedin       | 2        | 0       | 2           | 1          | 1            | 0            | 1            | 0            | 3        | 0      | 3           | 1          |
| V. Bertotto    | 26       | 0       | 4           | 0          | -            | -            | -            | -            | 26       | 0      | 4           | 0          |
| S. Caballero   | 4        | 0       | 4           | 0          | 1            | 0            | 0            | 0            | 5        | 0      | 4           | 0          |
| M. De Sanctis  | 34       | -35     | 1           | 0          | -            | -            | -            | -            | 34       | -35    | 1           | 0          |
| Felipe         | 4        | 0       | 0           | 0          | -            | -            | -            | -            | 4        | 0      | 0           | 0          |
| G. Gemiti      | 26       | 0       | 1           | 0          | 2            | 0            | 0            | 0            | 28       | 0      | 1           | 0          |
| V. Iaquinta    | 26       | 7       | 4           | 1          | 2            | 1            | 0            | 0            | 28       | 8      | 4           | 1          |
| C. Jancker     | 20       | 1       | 1           | 0          | 1            | 0            | 0            | 0            | 21       | 1      | 1           | 0          |
| M. Jankulovski | 27       | 5       | 4           | 0          | 2            | 0            | 0            | 0            | 29       | 5      | 4           | 0          |
| M. Jørgensen   | 27       | 4       | 0           | 0          | 2            | 0            | 0            | 0            | 29       | 4      | 0           | 0          |
| P. Krøldrup    | 26       | 0       | 4           | 1          | 1            | 0            | 0            | 0            | 27       | 0      | 4           | 1          |
| T. Manfredini  | 21       | 0       | 11          | 0          | 2            | 0            | 0            | 0            | 23       | 0      | 11          | 0          |
| G. Martínez    | 4        | 0       | 0           | 0          | 2            | 0            | 1            | 0            | 6        | 0      | 1           | 0          |
| S. Muntari     | 12       | 0       | 3           | 1          | 2            | 0            | 0            | 0            | 14       | 0      | 3           | 1          |
| R. Muzzi       | 28       | 5       | 0           | 0          | 1            | 0            | 0            | 0            | 29       | 5      | 0           | 0          |
| M. Pieri       | 24       | 0       | 2           | 0          | 2            | 0            | 0            | 0            | 26       | 0      | 2           | 0          |
| G. Pinzi       | 29       | 3       | 7           | 1          | -            | -            | -            | -            | 29       | 3      | 7           | 1          |
| D. Pizarro     | 33       | 7       | 4           | 0          | 1            | 1            | 1            | 0            | 34       | 8      | 5           | 0          |
| O. Renard      | -        | -       | -           | -          | 2            | -4           | 0            | 0            | 2        | -4     | 0           | 0          |
| F. Rossitto    | 19       | 0       | 4           | 0          | -            | -            | -            | -            | 19       | 0      | 4           | 0          |
| N. Sensini     | 31       | 3       | 3           | 1          | 1            | 0            | 0            | 0            | 32       | 3      | 3           | 1          |
| A. Sottil      | 9        | 0       | 1           | 0          | -            | -            | -            | -            | 9        | 0      | 1           | 0          |
| Warley         | 16       | 0       | 1           | 0          | 2            | 0            | 0            | 0            | 18       | 0      | 1           | 0          |